# Tankar och tal
Tankar och tal är en bok av Göran Persson, utgiven 2000. Boken innehåller 22 av Perssons tal och anföranden under tiden som Sveriges statsminister. Morgan Johansson och Annika Nilsson svarade för urval och redigering.